# Margot Lee Shetterly
Margot Lee Shetterly, född 30 juni 1969 i Hampton, Virginia, är en amerikansk författare av facklitteratur, som tidigare har arbetat inom kapitalplacering och etablering av medieföretag.

## Biografi
Lee Shetterlys far arbetade som forskare vid NASA-Langley Research Center,  och hennes mor var professor i engelska vid Hampton University, historiskt afroamerikansk högskola eller universitet. Hon växte upp i en miljö där hon lärde känna många afroamerikanska familjer med familjemedlemmar som arbetade på NASA. Hon studerade vid Phoebus High School och tog examen vid McIntire School of Commerce på University of Virginia.
Efter tiden vid college flyttade Lee Shetterly till New York och arbetade flera år inom investmentbanker, först som valutahandlare på JP Morgan, sedan på Merrill Lynch’s kapitalplcering. Hon övergick sedan till medieindustrin för att arbeta med en rad olika företagsetableringar, som den HBO-grundade webbplatsen Volume.com. Hon gifte sig då med författaren Aran Shetterly.
År 2005 flyttade Shetterlys till Mexiko för att starta en engelskspråkig tidning med titeln Inside Mexiko, riktad till de många engelskspråkiga immigranterna i landet, och som gavs ut till och med 2009. Åren 2010 – 2013 arbetade paret därefter som marknads- och redaktionskonsulter inom den mexikanska turistnäringen.
År 2010 började Lee Shetterly skriva boken Hidden Figures (utgiven i svensk upplaga februari 2017) och 2014 sålde hon filmrättigheterna till boken till William Morrow, ett imprint till Harpercollins, och vald av Donna Gigliotti på Levantine Films. 
År 2013 grundade Shetterly The Human Computer Project, en organisation vars uppgift är att arkivera arbetet av alla de kvinnor som arbetade som beräkningspersonal och matematiker i början av den National Advisory Committee for Aeronautics’ (NACA) verksamhet och vid National Aeronautics and Space Administration (NASA).

## Utmärkelser
- Shetterly fick  2014 bokpriset från Alfred P. Sloan Foundation [9] för sin bok Dolda tillgångar.
- Shetterly har fått två bidrag från Virginia Stiftelsen för humaniora för sitt arbAtkinson, Joe. "From Computers to Leaders: Women at NASA Langley". NASA Langley. Hämtad 13 juli 2016.ete med The Human Computer Project.[10]
- Vid Oscarsgalan 2017 var filmen Dolda tillgångar nominerad till tre Oscars för Bästa film, Bästa kvinnliga biroll till Spencer, och Bästa manus efter förlaga.